# Periciazina
Periciazina é um fármaco que pertence à classe fenotiazina dos antipsicóticos típicos utilizado para controle de agressividade, hostilidade e impulsividade.